# آرتسم کوزیر
آرتسم کوزیر (انگلیسی: Artsem Kozyr؛ زادهٔ ۱۰ مهٔ ۱۹۹۰) قایقران کانو اهل بلاروس است.
وی در مسابقات کشوری و بین‌المللی در مجموع برندهٔ ۴ مدال طلا، ۳ مدال نقره، ۳ مدال برنز شده‌است.